# Коронационная медаль Георга V
Коронационная медаль Георга V — памятная медаль Великобритании, выпущенная в ознаменование коронации короля Великобритании Георга V и его супруги, королевы Марии.

## История
22 июня 1911 года в Вестминстерском аббатстве Лондона прошла коронация короля Великобритании Георга V и его супруги, королевы Марии. В честь данного события была учреждена специальная памятная медаль.
30 июня 1911 года на территории Букингемского дворца прошла специальная церемония, в ходе которой Георг V лично вручал медали военнослужащим колониальных войск, представлявших британские заморские территории в процессе коронации. Церемония длилась два часа, было вручено 300 медалей.
Коронационная медаль Георга V была первой памятной медалью, врученной персонам, которые лично не присутствовали на коронации. Медаль предназначалась для вручения избранным сановникам, должностным лицам и военнослужащим, как в Великобритании, так и в её заморских территориях.
Начиная с этой коронации в дальнейшем до 1977 года устанавливалась практика, по которой коронационные и юбилейные медали изготавливаются для всех стран Содружества и распределяются пропорционально. Местное правительство само решало кому и за что вручить медаль.
Всего было вручено 15 901 медалей, в том числе 286 австралийцам.
Необходимо отметить, что была учреждена особая коронационная медаль для полиции, отличающаяся дизайном и лентой, и вручаемая служащим полиции, дежурившим во время официальных коронационных мероприятий.

## Описание
Серебряная медаль круглой формы 1,3 дюйма (32 мм.) в диаметре.
На аверсе погрудные профильные портреты короля Георга V и королевы Марии, в коронах на голове, в королевских одеяниях, в окружении венка, состоящего из оливковой ветви и цветочной — из роз. 
Реверс — в центре под королевской короной монограмма Георга V, ниже дата «22 JUNE 1911».
 Медаль при помощи кольца крепится к шёлковой муаровой ленте тёмно-синего цвета с двумя красными полосками по центру.